# Pains (Santa Maria)
Pains és un barri de la ciutat brasilera de Santa Maria, Rio Grande do Sul. El barri està situat al districte de Pains.

## Villas
El barri amb les següents villas: Pains, São Sebastião, Passo das Topas, Vila Abrantes, Vila Videira, Vila Marques, Sítio dos Paines, São Geraldo.

## Galeria de fotos

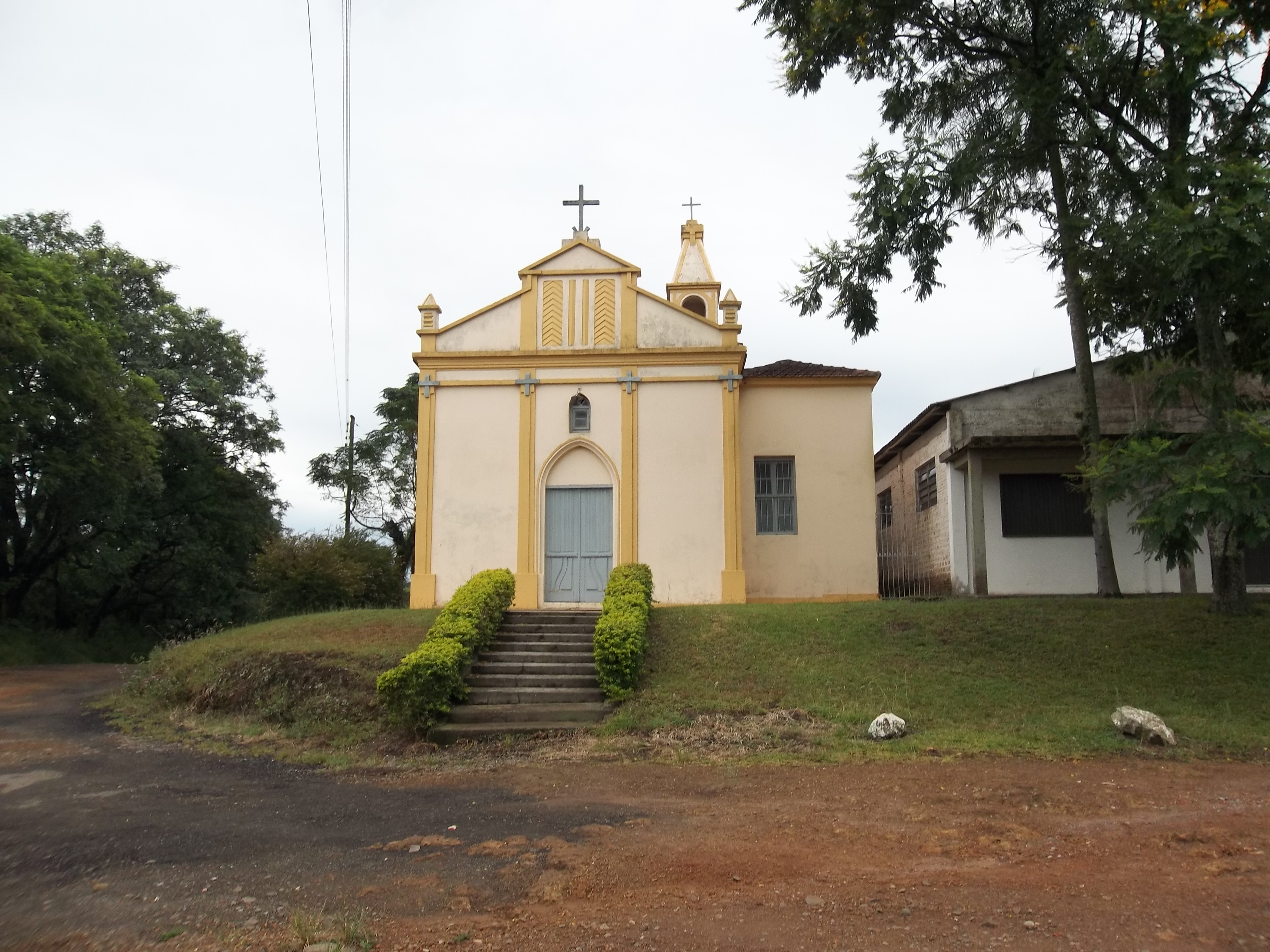
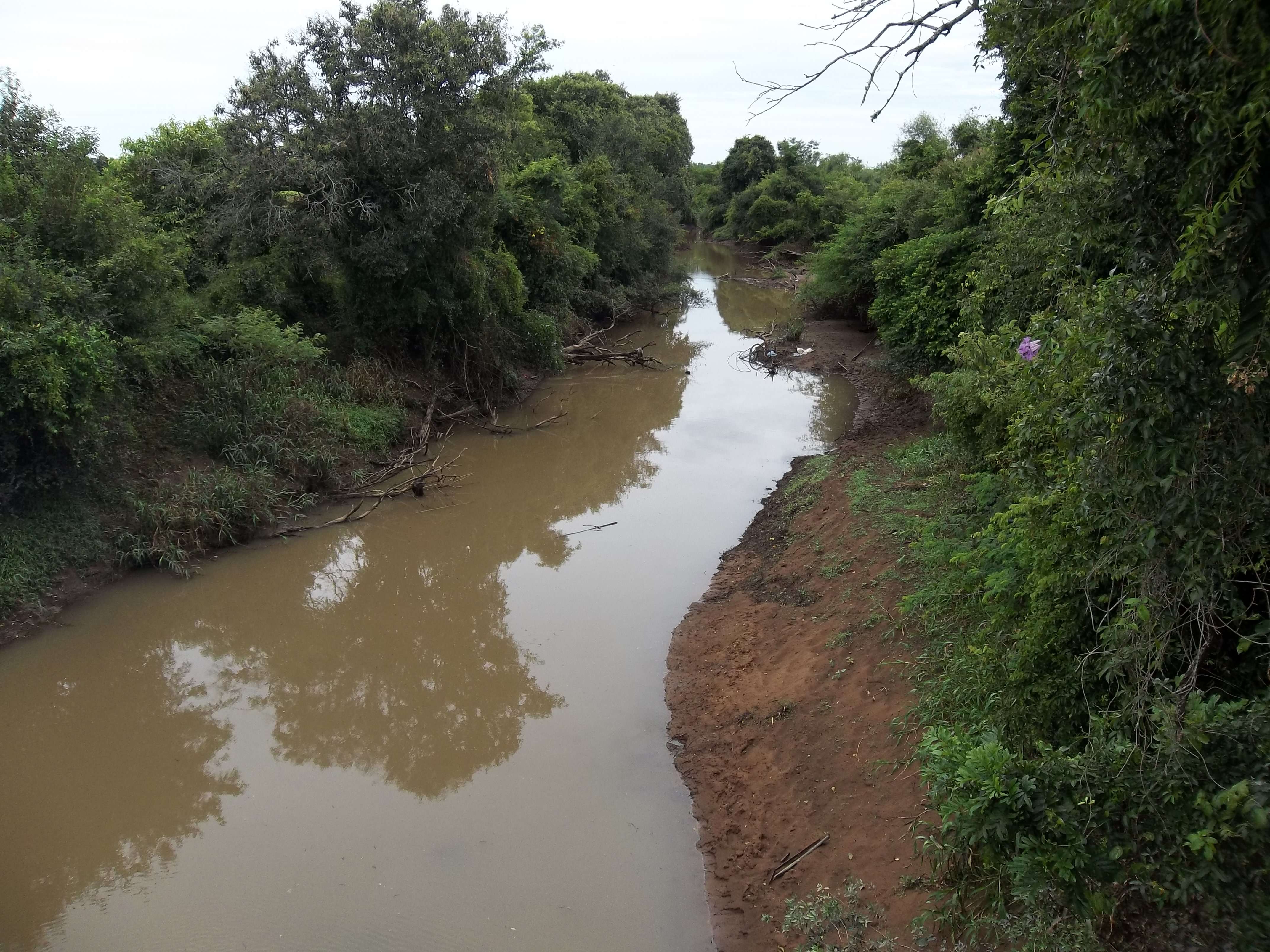

| Lorenzi / Tomazetti | Diácono João Luiz Pozzobon / Camobi | Palma        |
| São Valentim        |                                     | Arroio do Só |
| Santa Flora         | Passo do Verde                      | Arroio do Só |